# Tercera División de Chile 1994
El Campeonato Oficial de Tercera División de Chile de 1994 fue la 14.º versión del torneo de la categoría. Participaron 30 equipos que lucharon por obtener un cupo para la Primera B, el que al final de la temporada recaería en el campeón Deportes Linares.

## Movimientos divisionales
| Pos | a Segunda División de Chile 1994 |
| --- | -------------------------------- |
| 1º  | Deportes Ovalle (Campeón)        |

| Pos | a Tercera División de Chile 1994 |
| --- | -------------------------------- |
| 1º  | Juventud O'Higgins               |
| 2º  | Unión Municipal de La Florida    |

| Pos | Aceptados en Tercera División de Chile 1994 |
| --- | ------------------------------------------- |
| -   | Deportes Las Ánimas                         |
| -   | Universidad de Concepción                   |

| Pos | desde Segunda División de Chile 1993 |
| --- | ------------------------------------ |
| 16º | Magallanes                           |

| Pos      | a Cuarta División de Chile 1994 |
| -------- | ------------------------------- |
| 4° (LDS) | Tricolor de Paine               |
| 5° (LDN) | Deportes Gasco (Disuelto)       |
| 5° (LDS) | Lozapenco (Disuelto)            |

| Pos      | Abandono de la Competencia. |
| -------- | --------------------------- |
| 8° (LAS) | Deportes Laja (Receso)      |
| 9° (LAS) | Real Valdivia (Disuelto)    |

## Equipos participantes
| Equipo                        | Ciudad                     |
| ----------------------------- | -------------------------- |
| Barnechea                     | Lo Barnechea               |
| Cía. de Tefefonos             | P.A.C.                     |
| Concón National               | Concón                     |
| Cultural Orocoipo             | Machalí                    |
| Curicó Unido                  | Curicó                     |
| Defensor Casablanca           | Casablanca                 |
| Deportes La Unión             | La Unión                   |
| Deportes Las Ánimas           | Valdivia                   |
| Deportes Linares              | Linares                    |
| Deportes Los Andes            | Los Andes                  |
| Deportes Maipo                | Maipo                      |
| Deportes Rengo                | Rengo                      |
| Deportes Talcahuano           | Talcahuano                 |
| Deportivo Flecha              | La Ligua                   |
| General Velásquez             | San Vicente de Tagua Tagua |
| Goodyear                      | Maipú                      |
| Iberia                        | Los Ángeles                |
| Iván Mayo                     | Villa Alemana              |
| Juventud O'Higgins            | Curacaví                   |
| Juventud Puente Alto          | Puente Alto                |
| Magallanes                    | Maipú                      |
| Malleco Unido                 | Angol                      |
| Mulchén Unido                 | Mulchén                    |
| Municipal Las Condes          | Las Condes                 |
| Municipal Talagante           | Talagante                  |
| Quintero Unido                | Quintero                   |
| San Antonio Unido             | San Antonio                |
| San Luis                      | Quillota                   |
| Santiago Morning              | Recoleta                   |
| Unión Municipal de La Florida | La Florida                 |
| Unión Veterana                | Peumo                      |
| Universidad de Concepción     | Concepción                 |

## Primera fase
Los 30 equipos se dividieron en cuatro grupos configurado por cercanías geográficas, debiendo jugar todos contra todos en dos ruedas. Los cinco primeros de cada grupo clasificaron a una segunda fase para definir a los integrantes de la Liguilla de Ascenso. Los no clasificados deberán jugar Liguillas para no descender a Cuarta División.

### Grupo Centro Norte
| Pos | Equipo              | PJ | PG | PE | PP | GF | GC | Dif | Pts |
| --- | ------------------- | -- | -- | -- | -- | -- | -- | --- | --- |
| 1   | Deportes Los Andes  | 14 | 8  | 3  | 2  | 36 | 13 | +23 | 21  |
| 2   | San Luis            | 14 | 8  | 3  | 2  | 26 | 8  | +18 | 21  |
| 3   | Iván Mayo           | 14 | 6  | 4  | 3  | 22 | 15 | +7  | 17  |
| 4   | Deportivo Flecha    | 14 | 4  | 5  | 4  | 27 | 25 | +2  | 16  |
| 5   | Cía. de Teléfonos   | 14 | 5  | 3  | 5  | 14 | 18 | -4  | 16  |
| 6   | Quintero Unido      | 14 | 3  | 5  | 5  | 16 | 24 | -8  | 15  |
| 7   | Juventud O'Higgins  | 14 | 3  | 5  | 5  | 16 | 26 | -10 | 11  |
| 8   | Defensor Casablanca | 14 | 0  | 2  | 11 | 11 | 39 | -28 | 2   |

Pts = Puntos

### Grupo Centro
| Pos | Equipo                        | PJ | PG | PE | PP | GF | GC | Dif | Pts |
| --- | ----------------------------- | -- | -- | -- | -- | -- | -- | --- | --- |
| 1   | Municipal Las Condes          | 14 | 9  | 2  | 2  | 31 | 18 | +13 | 22  |
| 2   | Santiago Morning              | 14 | 7  | 2  | 4  | 25 | 18 | +7  | 18  |
| 3   | Barnechea                     | 14 | 6  | 3  | 4  | 22 | 20 | +2  | 15  |
| 4   | Municipal Talagante           | 14 | 5  | 2  | 6  | 22 | 19 | +3  | 14  |
| 5   | Unión Municipal de La Florida | 14 | 5  | 1  | 7  | 18 | 21 | -3  | 13  |
| 6   | San Antonio Unido             | 14 | 5  | 3  | 5  | 14 | 14 | 0   | 12  |
| 7   | Juventud Puente Alto          | 14 | 4  | 3  | 6  | 15 | 23 | -8  | 11  |
| 8   | Goodyear                      | 14 | 3  | 0  | 10 | 14 | 28 | -14 | 6   |

Pts = Puntos

### Grupo Sur Colchagua
| Pos | Equipo            | PJ | PG | PE | PP | GF | GC | Dif | Pts |
| --- | ----------------- | -- | -- | -- | -- | -- | -- | --- | --- |
| 1   | Magallanes        | 12 | 7  | 3  | 1  | 28 | 11 | +17 | 18  |
| 2   | Curicó Unido      | 12 | 4  | 6  | 1  | 17 | 10 | +7  | 17  |
| 3   | General Velasquez | 12 | 3  | 4  | 4  | 12 | 12 | +0  | 12  |
| 4   | Cultural Orocoipo | 12 | 3  | 5  | 3  | 11 | 16 | -5  | 11  |
| 5   | Deportes Rengo    | 12 | 3  | 4  | 5  | 20 | 20 | +10 | 10  |
| 6   | Deportes Maipo    | 12 | 3  | 3  | 5  | 14 | 22 | -8  | 9   |
| 7   | Unión Veterana    | 12 | 2  | 3  | 6  | 12 | 23 | -11 | 8   |

Pts = Puntos

### Grupo Sur
| Pos | Equipo                    | PJ | PG | PE | PP | GF | GC | Dif | Pts |
| --- | ------------------------- | -- | -- | -- | -- | -- | -- | --- | --- |
| 1   | Universidad de Concepción | 12 | 6  | 4  | 2  | 24 | 15 | +9  | 17  |
| 2   | Deportes Talcahuano       | 12 | 7  | 2  | 3  | 14 | 12 | +2  | 16  |
| 3   | Deportes Linares          | 12 | 6  | 2  | 4  | 22 | 17 | +5  | 14  |
| 4   | Deportes Las Animas       | 12 | 5  | 4  | 3  | 20 | 17 | +3  | 14  |
| 5   | Malleco Unido             | 12 | 5  | 2  | 5  | 21 | 16 | +5  | 12  |
| 6   | Mulchén Unido             | 12 | 2  | 4  | 6  | 8  | 18 | -10 | 9   |
| 7   | Iberia Bío Bío            | 12 | 1  | 2  | 8  | 14 | 28 | -14 | 4   |

Pts = Puntos
|  | Pasa a la Segunda Fase      |
|  | Pasa a Liguilla de Descenso |

## Segunda fase
Los 20 equipos que finalmente clasificaron a esta etapa se dividen en dos grupos. Los dos primeros pasan al cuadrangular por el Ascenso, y el resto asegura su permanencia por una temporada más en Tercera División.

### Grupo Centro Norte
| Pos | Equipo                        | PJ | PG | PE | PP | GF | GC | Dif | Pts |
| --- | ----------------------------- | -- | -- | -- | -- | -- | -- | --- | --- |
| 1   | Municipal Las Condes          | 18 | 10 | 6  | 2  | 38 | 22 | +16 | 26  |
| 2   | Santiago Morning              | 18 | 11 | 2  | 5  | 41 | 19 | +22 | 24  |
| 3   | Deportes Los Andes            | 18 | 11 | 2  | 5  | 38 | 23 | +15 | 24  |
| 4   | Iván Mayo                     | 18 | 8  | 5  | 5  | 34 | 25 | +9  | 21  |
| 5   | San Luis                      | 18 | 7  | 5  | 6  | 37 | 27 | +10 | 19  |
| 6   | Unión Municipal de La Florida | 18 | 6  | 5  | 7  | 27 | 30 | -3  | 17  |
| 7   | Deportivo Flecha              | 18 | 4  | 7  | 7  | 23 | 37 | -14 | 15  |
| 8   | Barnechea                     | 18 | 3  | 7  | 8  | 15 | 27 | -12 | 13  |
| 9   | Cía. de Teléfonos             | 18 | 3  | 6  | 9  | 21 | 37 | -16 | 12  |
| 10  | Municipal Talagante           | 18 | 2  | 5  | 11 | 16 | 43 | -27 | 9   |

PJ = Partidos Jugados; G = Partidos Ganados; E = Partidos empatados; P = Partidos perdidos; GF = Goles a favor; GC = Goles en contra; DIF = Diferencia de goles; Pts = Puntos

### Grupo Sur-Colchagua
| Pos | Equipo                    | PJ | PG | PE | PP | GF | GC | Dif | Pts |
| --- | ------------------------- | -- | -- | -- | -- | -- | -- | --- | --- |
| 1   | Malleco Unido             | 18 | 10 | 6  | 2  | 26 | 11 | +15 | 26  |
| 2   | Deportes Linares          | 18 | 11 | 3  | 4  | 34 | 16 | +18 | 25  |
| 3   | Curicó Unido              | 18 | 12 | 1  | 5  | 24 | 15 | +9  | 25  |
| 4   | Universidad de Concepción | 18 | 9  | 4  | 5  | 47 | 22 | +25 | 22  |
| 5   | Deportes Rengo            | 18 | 7  | 4  | 7  | 25 | 27 | -2  | 18  |
| 6   | Deportes Talcahuano       | 18 | 4  | 9  | 5  | 22 | 30 | -8  | 17  |
| 7   | Magallanes                | 18 | 7  | 2  | 9  | 19 | 23 | -4  | 16  |
| 8   | Deportes Las Animas       | 18 | 4  | 5  | 9  | 30 | 35 | -5  | 13  |
| 9   | General Velásquez         | 18 | 3  | 6  | 9  | 17 | 34 | -17 | 12  |
| 10  | Cultural Orocoipo         | 18 | 1  | 4  | 13 | 10 | 41 | -31 | 6   |

PJ=Partidos jugados; PG=Partidos ganados; PE=Partidos empatados; PP=Partidos perdidos; GF=Goles a favor; GC=Goles en contra; Dif=Diferencia de gol; Pts=Puntos
|  | Clasifica a la Liguilla Final |

## Liguilla final
En este cuadrangular, el equipo que obtenga la mayor cantidad de puntos se titulará como Campeón del Torneo de Tercera División 1995 y ascenderá a Primera B.

### Tabla de posiciones
| Pos | Equipo               | PJ | PG | PE | PP | GF | GC | Dif | Pts |
| --- | -------------------- | -- | -- | -- | -- | -- | -- | --- | --- |
| 1   | Deportes Linares     | 3  | 2  | 1  | 0  | 9  | 5  | +4  | 5   |
| 2   | Santiago Morning     | 3  | 1  | 2  | 0  | 5  | 4  | +1  | 4   |
| 3   | Municipal Las Condes | 3  | 1  | 1  | 1  | 7  | 8  | -1  | 3   |
| 4   | Malleco Unido        | 3  | 0  | 0  | 3  | 4  | 8  | -4  | 0   |

PJ = Partidos Jugados; G = Partidos Ganados; E = Partidos empatados; P = Partidos perdidos; GF = Goles a favor; GC = Goles en contra; DIF = Diferencia de goles; Pts = Puntos
|  | Campeón. Asciende a Primera B |

| Campeón Deportes Linares |
| Asciende a Primera B     |

## Liguillas de descenso
Los 10 Equipos que quedaron relegados a las liguillas de descenso fueron divididos en 2 Grupos Zonales, los 2 últimos equipos de cada grupo pasarían a jugar la liguilla final de descenso para la Cuarta División

### Grupo Centro-Norte
| Pos | Equipo               | PJ | PG | PE | PP | GF | GC | Dif | Pts |
| --- | -------------------- | -- | -- | -- | -- | -- | -- | --- | --- |
| 1   | Goodyear             | 9  | 4  | 4  | 1  | 17 | 10 | +7  | 12  |
| 2   | San Antonio Unido    | 9  | 3  | 5  | 1  | 8  | 6  | +2  | 11  |
| 3   | Quintero Unido       | 9  | 2  | 6  | 1  | 17 | 13 | +4  | 10  |
| 4   | Juventud Puente Alto | 9  | 3  | 4  | 2  | 15 | 12 | +3  | 10  |
| 5   | Juventud O`Higgins   | 9  | 2  | 3  | 4  | 13 | 14 | -1  | 7   |
| 6   | Defensor Casablanca  | 9  | 1  | 2  | 6  | 13 | 28 | -15 | 4   |

PJ = Partidos Jugados; G = Partidos Ganados; E = Partidos empatados; P = Partidos perdidos; GF = Goles a favor; GC = Goles en contra; DIF = Diferencia de goles; Pts = Puntos

### Grupo Sur-Colchagua
| Pos | Equipo         | PJ | PG | PE | PP | GF | GC | Dif | Pts |
| --- | -------------- | -- | -- | -- | -- | -- | -- | --- | --- |
| 1   | Mulchén Unido  | 6  | 5  | 0  | 1  | 13 | 1  | +12 | 10  |
| 2   | Unión Veterana | 6  | 4  | 0  | 2  | 8  | 11 | -3  | 8   |
| 3   | Iberia Bío-Bío | 6  | 2  | 1  | 3  | 8  | 8  | 0   | 5   |
| 4   | Deportes Maipo | 6  | 0  | 1  | 5  | 1  | 10 | -9  | 1   |

PJ = Partidos Jugados; G = Partidos Ganados; E = Partidos empatados; P = Partidos perdidos; GF = Goles a favor; GC = Goles en contra; DIF = Diferencia de goles; Pts = Puntos
|  | Pasa a la Liguilla Final de Descenso |

## Liguilla final de descenso
| Pos | Equipo              | PJ | PG | PE | PP | GF | GC | Dif | Pts |
| --- | ------------------- | -- | -- | -- | -- | -- | -- | --- | --- |
| 1   | Deportes Maipo      | 3  | 2  | 0  | 1  | 4  | 3  | +1  | 4   |
| 2   | Iberia              | 3  | 2  | 0  | 1  | 2  | 3  | -1  | 4   |
| 3   | Defensor Casablanca | 3  | 1  | 1  | 1  | 3  | 2  | +1  | 3   |
| 4   | Juventud O'Higgins  | 3  | 0  | 1  | 1  | 1  | 2  | -1  | 1   |

PJ = Partidos Jugados; G = Partidos Ganados; E = Partidos empatados; P = Partidos perdidos; GF = Goles a favor; GC = Goles en contra; DIF = Diferencia de goles; Pts = Puntos
|  | Desciende a Cuarta División de Chile |